# Taxi (película de 1998)
Taxi Express es una película francesa de acción dirigida por Gérard Pirès, escrita y producida por Luc Besson. Se estrenó en 1998.

## Argumento
Daniel, un joven repartidor de pizzas, consigue hacer realidad uno de sus sueños: obtener la licencia de taxi. Pero un encuentro fortuito con Emilien le pone en un aprieto: para conservar su licencia de taxi, han de detener a bordo de su Peugeot 406 a una banda que está desmantelando los bancos del país a bordo de dos Mercedes-Benz w124.

## Reparto
- Samy Naceri como Daniel
- Frédéric Diefenthal como Emilien
- Bernard Farcy como Comisario Gibert
- Emma Sjöberg como Petra
- Marion Cotillard como Lilly
- Richard Sammel como Scholz
- Dan Herzberg como Paulo
- Manuela Gourary como Camille